# Блейкни, Аллан
Достопочтенный А́ллан Э́мрис Бле́йкни (англ. Allan Emrys Blakeney; 7 сентября 1925, Бриджуотер — 16 апреля 2011, Саскатун) — премьер-министр канадской провинции Саскачеван с 30 июня 1971 по 8 мая 1982 года и глава Новой демократической партии Саскачевана (НДП) с 4 июля 1970 по 7 ноября 1987 года. Королевский адвокат, магистр гуманитарных наук, доктор гражданского права.

## Биография
Родился в Бриджуотере (Новая Шотландия), получил научную степень по праву в юридической школе Далхаузи и был стипендиатом Родса в Оксфордском университете, где играл за хоккейный клуб Оксфордского университета.
Вернувшись в Канаду, он стал высшим служащим в Саскачеване, а в 1960 пришёл в политику и стал заместителем министра в правительствах Томми Дугласа и Вудро Стэнли Ллойда. Будучи министром здравоохранения, он играл ключевую роль при введении страхования здоровья престарелых.
Скончался 16 апреля 2011 года от рака печени в своём доме в Саскатуне.